# Їржи Далер
Їржи Далер (Jiří Daler, 8 березня 1940) — чехословацький велогонщик.
Олімпійський чемпіон 1964 року в індивідуальній гонці переслідування, учасник 1968 року.
Срібний призер Чемпіонату світу з трекових велоперегонів 1966 року в індивідуальній гонці переслідування, бронзовий призер 1964 (індивідуальна гонка переслідування), 1965 (командна гонка переслідування), 1966 (командна гонка переслідування), 1967 (індивідуальна гонка переслідування) років.